# 笠松町松枝みなみ会館
笠松町松枝みなみ会館（かさまつちょうまつえだみなみかいかん）は、岐阜県羽島郡笠松町にある公共施設。
笠松松枝簡易郵便局を併設する。

## 概要
岐阜地方法務局羽島出張所跡地に2010年（平成22年）竣工。仮称は笠松みなみ会館であった。
2011年（平成23年）3月に笠松松枝簡易郵便局が岐阜県羽島郡笠松町長池236から松枝みなみ会館内に移転した。

## 施設
- 研修室
- 笠松松枝簡易郵便局

## 利用案内
- 利用時間：9:00～21:30
- 休館日：年末年始（12月29日～1月3日）

## 笠松松枝簡易郵便局
- 営業時間：
  - 郵便窓口：9:00～17:00
  - 貯金窓口・保険窓口：9:00～16:00
- 休業日：土曜日、日曜日、祝日、8月13日～8月15日、12月31日～1月3日

## 交通アクセス
- 笠松町公共施設巡回町民バス「小町屋館」バス停より徒歩で約1分。

## 周辺施設
- 笠松町立松枝小学校
- 笠松双葉幼稚園
- 笠松町運動公園
- 笠松町松枝公民館